# Ratinger Straße 8

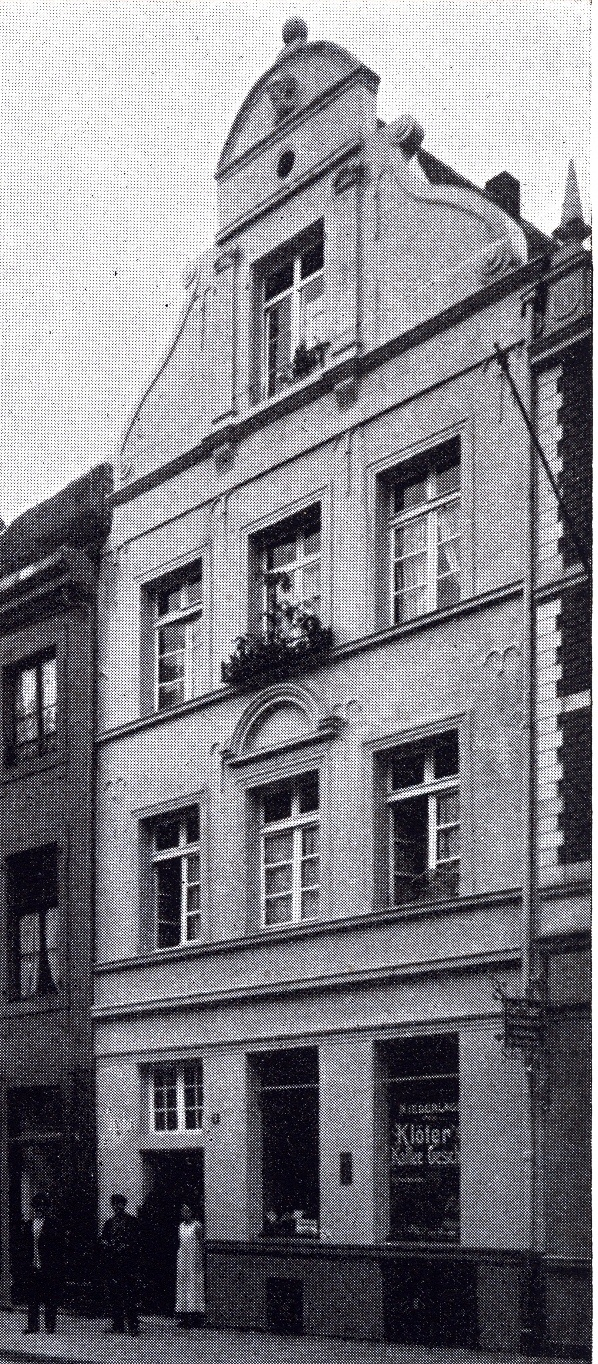
Düsseldorf, Ratinger Straße, Nr. 8 mit Volutengiebel und Pilastergliederung

Das Haus Ratinger Straße 8 in Düsseldorf war ein historisches Gebäude, das bereits 1632 erstmals erwähnt wurde und somit zu den ältesten erhaltenen Gebäuden gehörte. Das Gebäude wurde im Zweiten Weltkrieg zerstört. Es zeichnete sich laut Paul Sültenfuß durch seine seltene Giebelgestaltung aus. So zeigte der Volutengiebel mit Pilasterordnung eine vertikale Aufteilung, was in Düsseldorf sonst nur noch das Haus „Zur Stadt Rom“ aufwies. Der Bau wird in seiner kunstgeschichtlichen Bedeutung dem Barock zugeschrieben.

## Lage und Umgebung
Das Gebäude lag an der Ratinger Straße, die als Verlängerung der Straße Altestadt von der Liefergasse bis zur Heinrich-Heine-Allee führt. Bereits im Jahre 1384 war diese Straße bebaut. An der Straße steht die Kreuzherrenkirche. Flankiert wurde das Gebäude auf der linken Seite vom erhalten gebliebenen und denkmalgeschützten Haus „Zum Schwarzen Horn“ (Ratinger Straße 6). Auf der rechten Seite befand sich das kriegszerstörte Haus „Kaiserlicher Hof“ (Ratinger Straße 10).

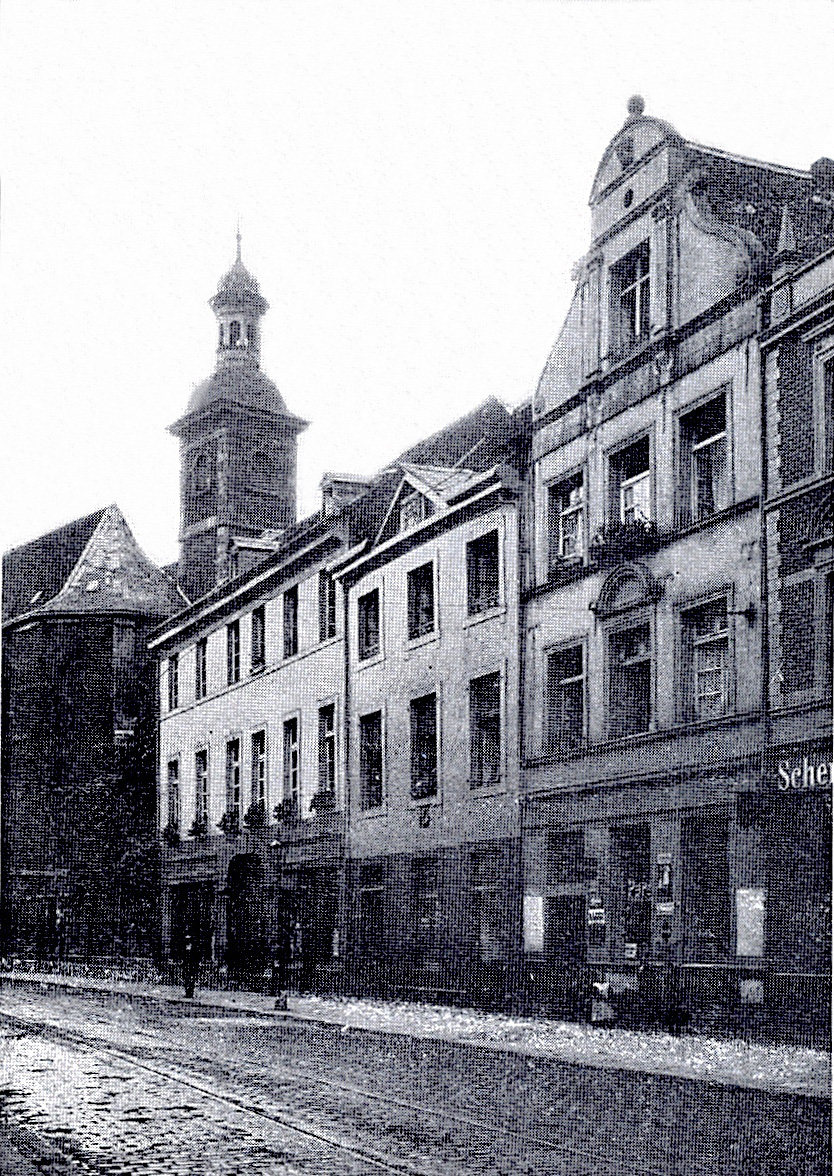
Das Gebäude in: Hans Müller-Schlösser: Das schöne, alte Düsseldorf, Düsseldorf 1911.
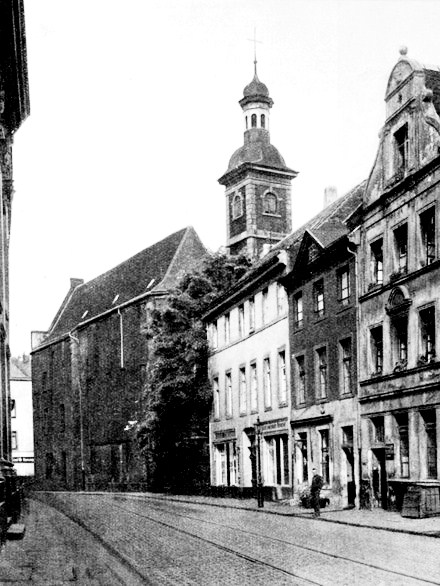
Das Gebäude in: Stadtarchiv Düsseldorf, Sign.: 071-370-009.
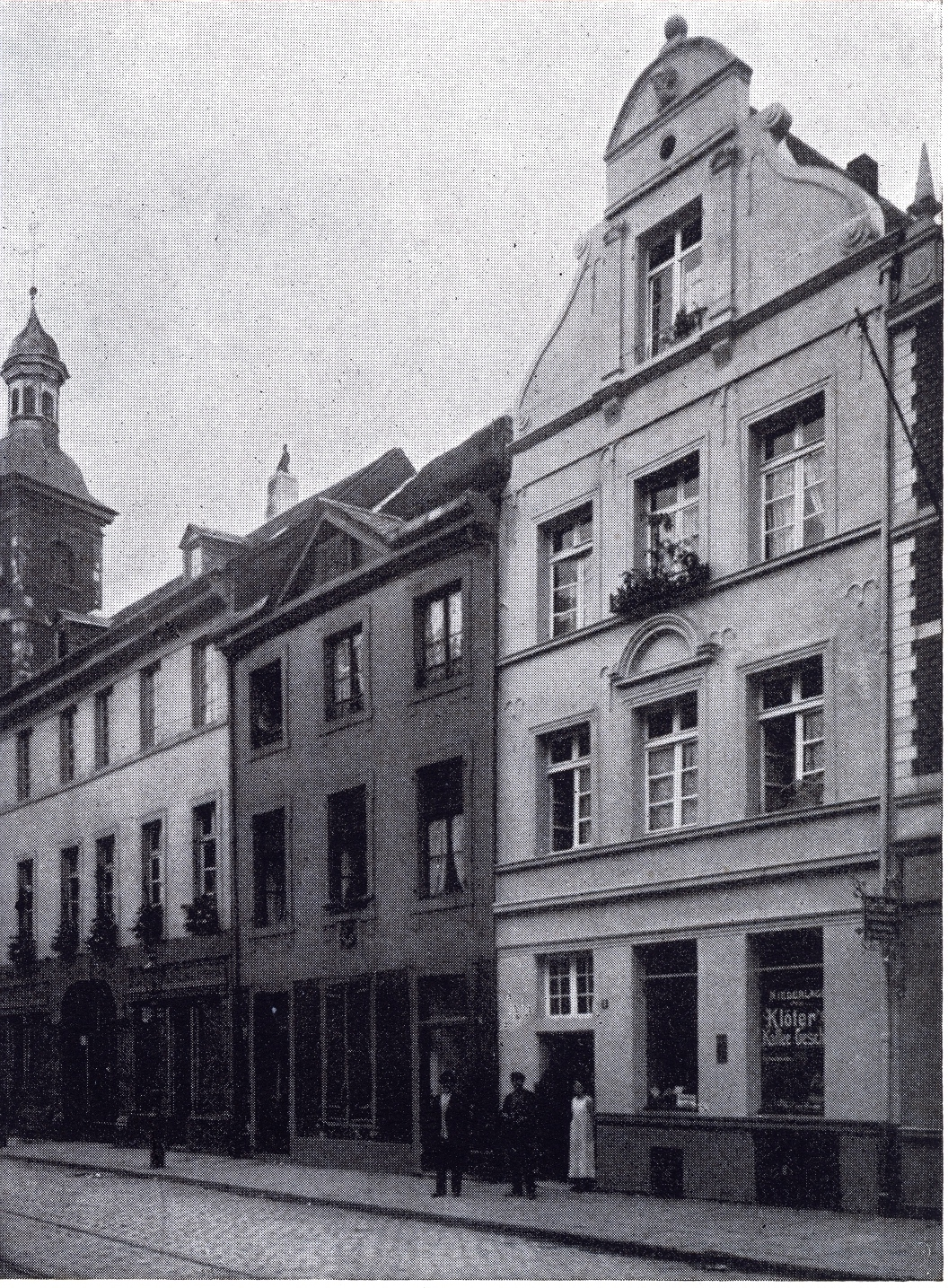
Das Gebäude in: Josef Kleesattel: Alt-Düsseldorf im Bild. Eine Sammlung von niederrheinischer Heimatkunst, Düsseldorf 1909, Abb. 2.

## Geschichte
1632 gehörte das Haus der Wittib Burggrafen, wo 1663 Heinrich Carpenta und Procurator Haewinkel wohnten. 1715 war es Eigentum des kurfürstlichen Geheimraths und Assessors beim Gerichte zu Wetzlar, ein Licentiat Somborn. 1762 gehörte es dem Capitän Philipp Wilhelm von Somborn. 1808 wurde es verkauft. 1810 starb dort Hofräthin Bewer. 1817 befand sich dort die Buchhandlung und Druckerei von August Trost. Ein Herr von Pampus wohnte auch dort.

## Kunstgeschichtliche Bedeutung
Paul Sültenfuß beschreibt das Gebäude, wobei er betont, dass das Gebäude Ratinger Str. 8 zu den wenigen Bauten mit Vertikalgliederung aufgrund von Pilastern ist. Diese entfiel bei den anderen Düsseldorfer Giebelformen, wo mehr Wert auf die horizontale Giebelgliederung gelegt wurde. Die Pilaster zeigen eine Kannelierung und werden von ionischen Kapitellen gekrönt. Obiger Abschluss stellte einen Segmentbogen dar; im Tympanon des Segmentbogens ragte eine männliche Büste hervor; gekrönt wurde der Segmentbogen von einer Kugel.

„die Giebelaufteilung bei dem Hause Ratingerstr. 8 [zeigt] hier […] kannelierte Pilaster mit ionischen Kapitellen und der obere Abschluss […] einen Segmentbogen […] Ein bärtiger Männerkopf ziert seine Fläche, eine Kugel darüber die Mitte des eingerahmten Bogens. Dass die Mittelachse des ersten Obergeschosses einen eigene Fensterrahmen erhalten hat, grösser als die übrigen und mit einem Bogengiebel geschmückt, ist ein erster Versuch der stärkeren Betonung der Hauptachse und einer symmetrischen Anordnung die für die späteren Bauten charakteristisch ist. […].“

## Rezeption
Das Gebäude wird von Hans Müller-Schlösser in Das schöne, alte Düsseldorf gezeigt, weiter von dem Architekten Josef Kleesattel in Alt-Düsseldorf im Bild. Eine Sammlung von niederrheinischer Heimatkunst. Gegenstand ausführlicher Erörterung ist das Haus bei Paul Sültenfuß, der es zu den besonderen Gebäuden aufgrund seiner vertikalen Giebelgestaltung im Stil des Barock zählt. Auch Paul Clemen in: Die Kunstdenkmäler der Stadt und des Kreises Düsseldorf erwähnt das Haus Ratinger Straße 8 „hier mit Pilastern im Giebel und einem bärtigen Kopf im Abschluss“. Clemen zählt den Bau jedoch zu den Renaissancehäusern.